# Alesana
Alesana es una banda estadounidense de post-hardcore formada en Raleigh, Carolina del Norte, el 31 de octubre de 2004. Su formación está compuesta por Shawn Milke (voz, guitarra, teclados), Dennis Lee (Voz), Patrick Thompson (guitarra), Shane Crump (bajo), Jake Campbell (guitarra), actualmente no tienen baterista oficial. Su discografía cuenta con cinco álbumes de estudio y dos EPs. Sus trabajos Where Myth Fades to Legend y The Emptiness han logrado significativas posiciones en las listas efectuadas por la revista Billboard. Destaca su inspiración en la literatura y sus intensas actuaciones en vivo. Ha participado en diversos espectáculos musicales, tales como el Cornerstone Festival, el Warped Tour y el Soundwave Festival. Asimismo ha realizado diversas giras, tales como Where Myth Fades To Legend World Tour y The Emptiness Tour.

## Historia

### Try This With Your Eyes Closed(2004-2005)
Los orígenes de la banda se remontan a la ciudad de Baltimore, específicamente a la calle Aliceanna del barrio Fells Point, donde Shawn Milke y Patrick Thompson realizaron sus primeros ensayos. Si bien en esta época la banda propiamente dicha aún no existía, fue aquí donde se determinó el nombre definitivo del conjunto, que corresponde a un derivado de la mencionada ubicación. Transcurrido un tiempo, y mediante la incorporación de otros miembros, la banda oficializó su apertura, acontecida en Raleigh, Carolina del Norte, en octubre de 2004, contando además en aquella primera alineación con el vocalista Dennis Lee, el bajista Steven Tomany y el batería Daniel Magnuson.
Una vez formada oficialmente, Alesana comenzó gradualmente a ganar popularidad en la escena de la mencionada Raleigh. Es así como en 2005 se transformó en el primer fichaje del sello local Tragic Hero Records, lo que le permitió elaborar su inicial trabajo musical, Try This With Your Eyes Closed. Este correspondió a un EP cuya preparación tardó siete días —del 10 al 17 de mayo— y se publicó a mediados del mes siguiente. Mediante la promoción llevada a cabo a través de Internet, se logró importantes ventas del susodicho y se posibilitó la llegada de este a varios lugares del mundo, tales como Europa, Australia, América Central y a diferentes zonas de Estados Unidos.
Luego de un tiempo, la banda incorporó a Adam Ferguson como tercer guitarrista, y a Jeremy Bryan en reemplazo de Will Anderson en la batería. Con estos cambios la banda inició su primera gira, recorriendo Estados Unidos, e incluyendo una participación en el Cornerstone Festival, celebrado en Bushnell, Illinois. En aquel mismo período, destacó una presentación que realizó en un episodio de la serie My Super Sweet 16, transmitida por MTV.

### On Frail Wings of Vanity and Wax(2006-2007)
El 6 de junio de 2006 la banda publicó su primer álbum de estudio, On Frail Wings of Vanity and Wax. Las canciones de este se inspiraron en la mitología griega. Por ejemplo, «Ambrosia» se basó en el mito del rey Midas y su capacidad para convertir en oro todo lo que tocaba, a su vez que «Third Temptation of Paris» lo hizo en la guerra de Troya.

El álbum es nuestra interpretación de la mitología griega, y cómo las mismas historias y lecciones se aplican en la sociedad moderna. Cada canción nuestra toma un mito diferente con un toque moderno en la mayoría de los casos, pero tratando de dejar la esencia de las historias intacta.
 Dennis Lee, vocalista de Alesana.

A fines de aquel año, Alesana firmó un contrato con el sello discográfico Fearless Records, que relanzó el álbum el 20 de marzo de 2007, incorporándole dos pistas adicionales: «Early Mourning» y «Apology (Remix)». Asimismo se incluyeron dos videos: el primero, de una actuación en vivo con fecha del 8 de diciembre de 2006 en San Antonio, Texas, donde la banda interpretó cuatro de sus canciones («Apology», «Ambrosia», «Congratulations, I Hate You» y «Tilting the Hourglass»); y el segundo consistía en una entrevista con NewBandTV.com. En 2007, la banda confeccionó y presentó el video musical de «Ambrosia». En relación con la formación, Steven Tomany fue reemplazado por Shane Crump, asistiendo Alesana con tal configuración al Warped Tour. En aquella oportunidad, Shawn Milke comentó lo siguiente en relación con el aludido certamen:

Sentimos que el Warped Tour es el siguiente gran paso para la banda. Es una gran oportunidad para tocar ante nuevos chicos y ampliar nuestra base de fans.
Shawn Milke, vocalista, guitarrista y tecladista de Alesana.

Además de esta, la banda realizó varias giras más, que en resumen agruparon un total de 325 presentaciones en dicho año.

### Where Myth Fades to Legend(2008-2009)
Desde el 12 de febrero al 20 de marzo de 2008 Alesana trabajó en la grabación de su segundo álbum de estudio, Where Myth Fades to Legend y contó con la colaboración del productor Steve Evetts. Dos días después de cumplido el objetivo de esta fase, se inició el Where Myth Fades To Legend World Tour, donde Alesana promocionó su disco por Estados Unidos, Canadá y México, y finalizó el 14 de mayo. Aportaron a dicho viaje The Chariot, Sky Eats Airplane, LoveHateHero, y Our Last Night. Finalmente, el álbum se publicó el 3 de junio, y alcanzó las posiciones 96, 11 y 13 en las listas Billboard 200, Top Independent Albums y Hard Rock Albums respectivamente. Un detalle clave fue que las canciones tuvieron por influencia varios cuentos de hadas, principalmente aquellos de los hermanos Grimm. Sobre esto, Dennis Lee señaló que:

La gente reaccionó muy bien con el tema de la mitología griega en nuestro primer disco. Fue muy divertido escribir con un tema, así que decidimos continuar con el enfoque en el nuevo disco [Where Myth Fades to Legend].
Dennis Lee, vocalista de la banda.

Además, al álbum se sumó en calidad de vocalista invitada la hermana de Shawn Milke, Melissay formó con este un dúo melódico. Luego del lanzamiento, la agrupación participó por año consecutivo en el Warped Tour, donde el bajista Shane Crump se retiró temporalmente de la banda, debido a asuntos personales y fue reemplazado por Jack Campbell, en aquel entonces guitarrista de Twelve Gauge Valentine. Al regreso de Crump, Adam Ferguson abandonó la banda, siendo sustituido por Campbell. Con esta formación la banda publicó el video musical de la tercera canción del álbum, «Seduction» el 20 de enero de 2009. Asimismo participó en el Soundwave Festival de aquel año, un evento australiano que tuvo lugar desde el 21 de febrero al 2 de marzo. A continuación realizó actuaciones en su país junto a las bandas Drop Dead, Gorgeous, Fear Before y I Set My Friends On Fire, bajo el nombre de "World of Tourcraft", desde el 7 de marzo al 23 de abril, para continuar con la versión europea del mismo desde el 15 de mayo al 4 de junio, presentándose en Alemania, Suecia, Países Bajos, Italia, Bélgica, Noruega, Finlandia, Austria y Suiza. Por último, el 2 de octubre de 2009 Shawn Milke y Dennis Lee fueron entrevistados en representación de la banda por The Rave TV y afirmaron que debido a su gran cantidad de fanáticos en México y América del Sur, lanzarían una versión en español de dos de sus canciones. No fue logrado gracias a que su disquera dijo que no sería tan lucrativo ni factible.

### The Emptiness(2009-2010)
El día 26 de enero de 2010 Alesana publicó su tercer álbum de estudio, The Emptiness, que se había grabado en forma previa, desde el 8 de julio al 18 de agosto de 2009, con ayuda del productor Kris Crummett. A diferencia de los anteriores trabajos, este fue un álbum conceptual, unificado por un tema narrativo, donde cada canción constituyó parte de una historia escrita por Shawn Milke y Dennis Lee y se basaron en "Annabel Lee", el último poema completo del escritor romántico Edgar Allan Poe. Es así como, y según las palabras del crítico de música Gregory Heaney:

El álbum cuenta la historia de un hombre conocido como "El Artista", que se despierta para encontrar a su amada, "Annabel", asesinada en su cama. Después de su meditación acerca de lo ocurrido, las espirales de la historia nos introducen en un viaje macabro lleno de rabia, el asesinato, la culpa y la locura.
Gregory Heaney, crítico de música.

Alesana expuso una variedad de influencias musicales en este álbum, mayoritariamente de los géneros post-hardcore y metalcore, destacando la incorporación de una orquesta de cuerdas compuesta por Julie Coleman y Wendy Goodwin en violín, Nelly Kovalev en viola, y Ashley Peck en violonchelo. Asimismo contó con la ayuda de Melissa Milke y Adam Fisher en calidad de vocalistas invitados. En adición al trabajo realizado, el día 17 de marzo la banda publicó el video musical de «The Thespian», la sexta canción del álbum. Finalmente, y en respuesta al lanzamiento, The Emptiness se posicionó en diversas listas realizadas por la revista Billboard, cuyos resultados son detallados a continuación:
|               | Billboard 200 | Top Rock Albums | Top Hard Rock Albums | Top Independent Albums | Top Modern Rock Alternative Albums |
| ------------- | ------------- | --------------- | -------------------- | ---------------------- | ---------------------------------- |
| The Emptiness | 68            | 15              | 2                    | 11                     | 10                                 |

Después del lanzamiento del álbum, Alesana inició su The Emptiness Tour y recorrió desde el 13 de febrero diversos lugares de Estados Unidos, junto a las bandas A Skylit Drive, The Word Alive, Of Mice & Men y We Came As Romans. También se presentó en el Warper Tour, que se realizó desde el 24 de junio al 15 de agosto, la que fue su tercera participación. En dicho contexto, Jake Campbell decidió dejar voluntariamente la banda por motivos personales, por lo que en su reemplazo se añadió Alex Torres, exintegrante de Greeley Estates. También y específicamente el día 8 de agosto, una vez acabada la función de aquel día, dos miembros de Pennywise en estado de ebriedad, atacaron la furgoneta y a miembros de la banda, quienes debieron recurrir a la policía. Una vez aclarados los hechos, se supo que el incidente fue solo una confusión, motivada por la similitud del vehículo con el de The Reverend Peyton. Así, Fletcher Dragge, en nombre de Pennywise, pidió disculpas públicas por lo sucedido.

### A Place Where The Sun Is Silent(2011)
El 22 de julio de 2010 Shawn Milke publicó un blog en el sitio web de la revista musical Revolver donde afirmó que estaba constantemente escribiendo material para un cuarto álbum de estudio de Alesana y también para otros dos proyectos, llamados Wake Me Up, Juliet y Tempting Paris. Durante un tiempo, la banda subió constantemente videos y fotos en los estudios de grabación para este trabajo. En medio de la situación, la banda hizo una pausa para contribuir en la gira realizada por Escape The Fate, The Dead Masquerade Tour, que le mantuvo ocupada desde el 20 de enero hasta el 12 de marzo de 2011. Una vez finalizado el evento, se volvió a retomar la tarea pendiente, hasta que, a principios de junio, se afirmó haber concluido dicho proceso. Así, su lanzamiento fue el día 18 de octubre, titulándose A Place Where The Sun Is Silent, siendo nuevamente Kris Crummett el productor encargado. Empero, el sello discográfico asociado a la publicación fue distinto al de los anteriores trabajos, puesto que desde el 1 de noviembre de 2010 la banda tuvo contrato con el sello Epitaph Records. Paralelamente, y mientras se esperaba aquel día, la banda participó del "All Star Tour", que se llevó a cabo desde el 22 de julio, y que duró hasta el 28 de agosto, donde además cooperaron Blessthefall, Emmure y Born of Osiris. En ello, a cuatro días de acabar este evento la agrupación lanzó una de las canciones del disco, «A Gilded Masquerade». Gradualmente fue liberando partes del trabajo, como el sencillo «A Forbidden Dance» y el primer video del álbum, correspondiente a la canción «Circle VII: Sins of the Lion».

### Situación de la banda, The Decade EP, 10 años como banda, final de la trilogía de Annabel: Confessions  (2012–2015)
En agosto de 2012, Alex Torres dejó la banda por motivos personales.[cita requerida] Shawn Milke, Melissa Milke, y Patrick Thompson están sumergidos en un proyecto alternativo llamado "Tempting Paris". Dennis Lee tiene otro proyecto llamado "Child of the Jackyl".[cita requerida]
Shawn Milke anunció por Twitter que estaba escribiendo una canción para Alesana.[cita requerida] En 2013 Alesana anuncia un tour por Estados Unidos llamado "You Better Watch Your Mouth, Sunshine!".[cita requerida], Jake Campbell regresa oficialmente al grupo. El 24 de diciembre la banda lanza el sencillo "Fatima Rusalka" el cual se presume estará incluido en la siguiente producción de larga duración.
A principios de 2014 la banda anuncia un nuevo Tour con bandas como Get Scared, Farwell My Love y Megosh, y su integración a Artery Recordings con la cual lanzarían su segundo EP titulado "The Decade" en celebración de sus 10 años como banda, el EP será lanzado el 1 de abril. Se lanzaron las canciones "Nevermore" y "Double or Nothing" como sencillos del EP. Alesana planea grabar este verano la tercera y última parte de la trilogía de Annabel bajo su propia discográfica.
El 21 de abril de 2015, se publicó el álbum que daría final a la trilogía de Annabel, Confessions, producido por Shawn Milke y Neil Engle, y basado en la serie de libros "The Time Quintet". Cuenta con un total de 11 temas y una duración de 57 minutos aproximadamente.

### Décimo aniversario de On Frail Wings Of Vanity And Wax, edición deluxe de Confessions y el libro "Annabel" (2016-presente)
La banda no tiene planeado realizar ningún tour ni lanzar ningún trabajo más en un futuro cercano. Además, Shawn y su mujer, Naima, tienen dos hijos. Jake y su mujer tuvieron un bebé al principio del año, además de que Shane, Patrick, Dennis y Jeremy están trabajando en proyectos personales, por lo que la banda ha decidido tomarse un descanso.
Sin embargo ese descanso duro poco, ya que anunciaron cuatro nuevas noticias. La primera era que la banda lanazaría un libro llamado Annabel, basado en los tres álbumes conceptuales (The Emptiness, A Place Where the Sun Is Silent, Confessions). La segunda es que el 31 de agosto de 2016 relanzarían el álbum Confessions, con dos pistas adicionales. La tercera noticia, es que la banda, con motivo del décimo aniversario de su álbum debut (On Frail Wings of Vanity and Wax), harían un tour con Famous Last Words, Oh, Sleeper y Artwork. La última noticia es que tocarían en la segunda edición del Slipknot's Knotfest de México.

## Estilo

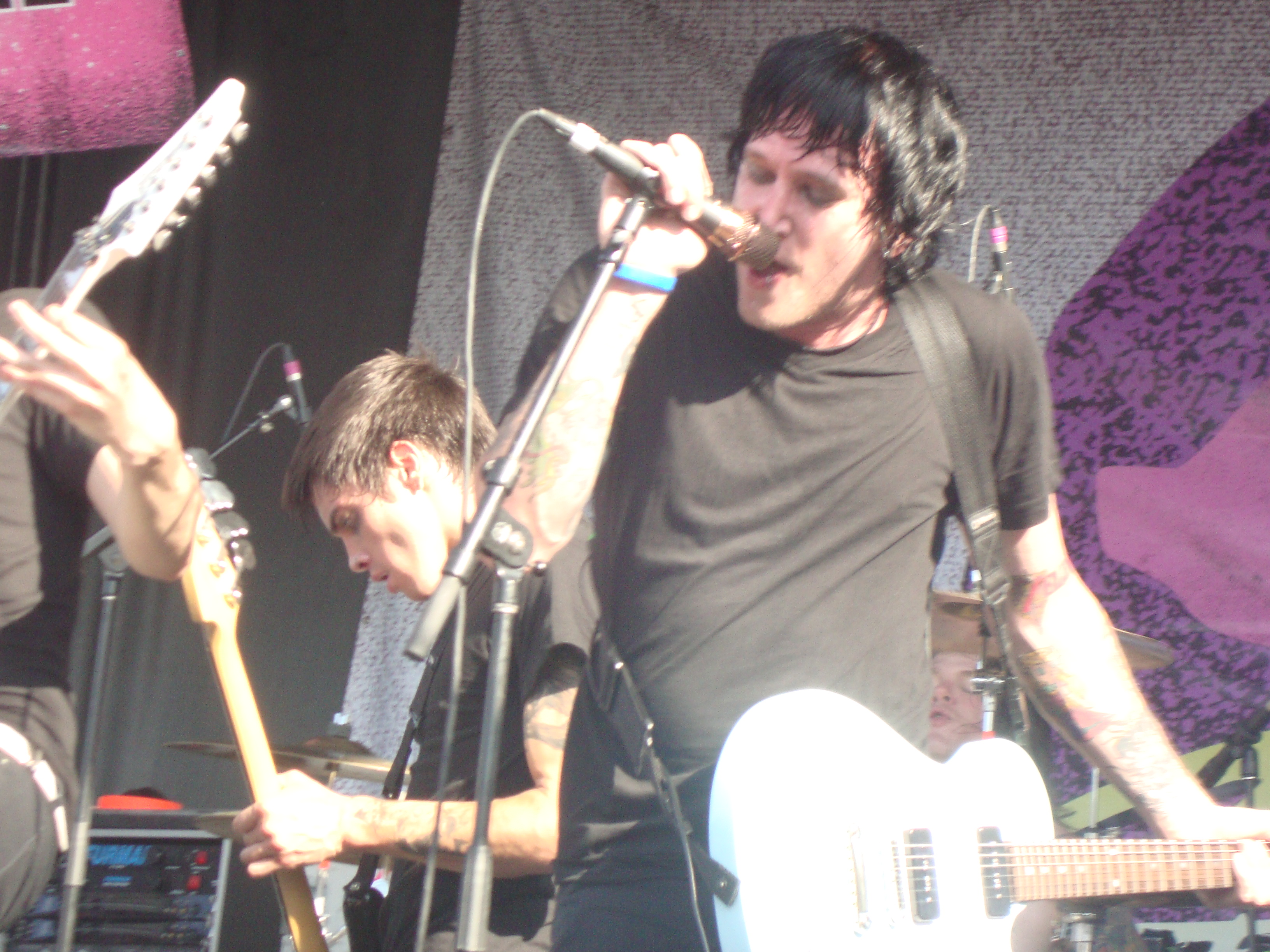
Shawn Milke en primer plano, junto a Shane Crump por detrás, durante la presentación de Alesana en el Warped Tour de 2010.

Alesana utiliza en la mayoría de sus canciones una plataforma de sonido post-hardcore y/o metalcore, acompañada por gritos e interludios melódicos. Es recurrente la utilización de dos voces en un misma pieza de canción, donde se canta simultáneamente en voz limpia y en screaming, aunque también se suele utilizar voces guturales. Destaca igualmente el "control hábil de la dinámica" y el ritmo variable de cada composición musical. Por otra parte, sus canciones acústicas consisten en Shawn Milke tocando el piano y cantando, a menudo con su hermana Melissa Milke, quien también se añade al canto en algunas de las otras composiciones musicales. Las letras de las canciones son escritas de forma cooperativa por Dennis Lee y Shawn Milke y se inspiran en la literatura. Alesana destaca también por sus intensas actuaciones en vivo.
Alesana es una banda de post-hardcore y metalcore, aunque algunos críticos lo incorporan además en el género emo y screamo. Alesana suele ser clasificado como una banda de pop-metal, o el inexistente sweet-core.
Las influencias de la banda incluyen a Sonic Youth, Iron Maiden, Between the Buried and Me, The Black Dahlia Murder, Slipknot, Prayer for Cleansing, Undying, The Beatles, Mae, Mew, y The Smashing Pumpkins.

## Integrantes
| Miembros actuales - Shawn Milke: voz principal, guitarra rítmica, piano (2004-presente) - Dennis Lee: Voz gutural (2004-presente) - Patrick Thompson: Guitarra líder, coros melódicos (2004-presente) - Shane Crump: bajo, coros (2007-2008, 2008-presente) - Jake Campbell: Guitarra líder, coros (2008-2010, 2012-presente), bajo (2008) Miembros de apoyo - Melissa Milke: voz femenina (2007-presente) - Joey DiBiase: Batería (2025-presente) | Antiguos integrantes - Alex Torres: guitarra líder, coros (2010-2012) - Adam Ferguson: guitarra líder, coros (2005-2008) - Steven Tomany: bajo (2004-2007) - Daniel Magnuson: batería (2004-2005) - Will Anderson: batería (2005) - Jeremy Bryan: batería (2005-2024) |

## Discografía

### EP
| Año  | Detalles                       | Sello               |
| ---- | ------------------------------ | ------------------- |
| 2005 | Try This With Your Eyes Closed | Tragic Hero Records |
| 2014 | The Decade                     | Artery Recordings   |
| 2018 | The Lost Chapters              | Revival Recordings  |

### Álbumes de estudio
| Año  | Detalles                         | Sello              |
| ---- | -------------------------------- | ------------------ |
| 2006 | On Frail Wings of Vanity and Wax | Fearless Records   |
| 2008 | Where Myth Fades to Legend       | Fearless Records   |
| 2010 | The Emptiness                    | Fearless Records   |
| 2011 | A Place Where the Sun Is Silent  | Epitaph Records    |
| 2015 | Confessions                      | Revival Recordings |

Sencillos
- To Be Scared by an Owl (2009)
- The Thespian (2009)
- A Gilded Masquerade (2011)
- A Forbidden Dance (2011)
- Fatima Rusalka (2013)
- Nevermore (2014)
- Double or Nothing (2014)
- Oh, How the Mighty Have Fallen (2015)
- Comedy of Errors (2015)

Videos
- Ambrosia
- Seduction
- The Thespian
- Circle VII: Sins of the Lion
- Lullaby of the Crucified
- Fatima Rusalka
- Nevermore
- Comedy of Errors